# Sant'Adiutore
Sant' Adiutore (... – V secolo) è stato un vescovo italiano originario dell'Africa, che subì la persecuzione vandalica sotto Genserico. Secondo la tradizione fu il primo evangelizzatore di Cava de' Tirreni.
In realtà il suo vero nome era Benigno, poiché così era citato nelle fonti più antiche.

## Biografia
Africano di nascita, cristiano di fede fu un propagandista fervente della dottrina evangelica. Nessuno storico ci ha tramandato notizie circa la sua città natale. Secondo il Martirologio Spagnolo, Adiutore militò nell'esercito di Genserico e lo seguì nella conquista della Spagna. Avendo assistito al massacro dei cristiani, abbandonò l'esercito ed abbracciò la religione cristiana divenendo Vescovo. Subì poi la persecuzione dei Vandali.
Altre notizie sulla vita di Auditore si ricavano dalla biografica di san Castrese.
Secondo una Passio leggendaria Genserico, re dei Vandali, tentò di costringere alcuni vescovi africani a rinnegare la propria fede. Infine, quando risultò qualsiasi tentativo vano, Adiutore, con altri 12 vescovi, fu imbarcato su di un vecchio naviglio e lasciato in balia delle onde. L'imbarcazione approdò miracolosamente sulle coste della Campania dove Adiutore finì i suoi giorni mentre vi esercitava l'ufficio di vescovo prima a Benevento e poi a Marcina il cui territorio si estendeva da Cetara fino a quello dell'attuale Cava de' Tirreni.

## Culto
Sant'Adiutore è venerato come patrono della città di Cava de' Tirreni e della diocesi, come primo evangelizzatore e vescovo. Il culto ha radici remote, fin da secolo IX nei documenti custoditi nell'archivio della Badia di Cava viene citato il Castrum Sancti Adiutoris costruito nel luogo in cui si presume fosse stata la dimora del Santo in Cava. Il Castrum venne poi donato nel 1049 dal principe longobardo Gisulfo II di Salerno a sant’Alferio.
Nei primi decenni del XX secolo la festa liturgica, per la città di Cava de' Tirreni, fu dalla Congregazione dei Riti stabilita al 15 maggio.